# 36672 Sidi
36672 Sidi è un asteroide della fascia principale. Scoperto nel 2000, presenta un'orbita caratterizzata da un semiasse maggiore pari a 2,6734573 au e da un'eccentricità di 0,1068429, inclinata di 1,94795° rispetto all'eclittica.